# Mesekendahl
Mesekendahl ist ein Ortsteil der Gemeinde Schalksmühle im Märkischen Kreis im Regierungsbezirk Arnsberg in Nordrhein-Westfalen (Deutschland).

## Lage und Beschreibung
Der Wohnplatz liegt im Mesekendahler Bachtal östlich der Bundesautobahn 45 nordöstlich der Anschlussstelle Lüdenscheid-Nord.
Nachbarorte auf dem Gemeindegebiet sind Winkeln, Winklerheide, Vormwald, Brake, Sonnenscheid und Wersbecke. Bei Vormwald befindet sich das überregional bekannte Wildgehege Mesekendahl.

## Geschichte
Mesekendahl gehörte bis zum 19. Jahrhundert der Bauerschaft Winkeln des Kirchspiels Hülscheid an. Ab 1816 war der Ort Teil der Gemeinde Hülscheid in der Bürgermeisterei Halver im Kreis Altena, 1818 lebten neun Einwohner im Ort. Der laut der Ortschafts- und Entfernungs-Tabelle des Regierungs-Bezirks Arnsberg als Kotten kategorisierte Ort besaß 1839 ein Wohnhaus, eine Fabrikationsstätte bzw. Mühle und ein landwirtschaftliches Gebäude. Zu dieser Zeit lebten 26 Einwohner im Ort, allesamt evangelischen Bekenntnisses.
1844 wurde die Gemeinde Hülscheid mit Mesekendahl von dem Amt Halver abgespaltet und dem neu gegründeten Amt Lüdenscheid zugewiesen.
Der Ort ist auf der Preußischen Uraufnahme von 1840 unter dem Namen Mesekendahl verzeichnet. Ab der Preußischen Neuaufnahme von 1892 ist der Ort auf Messtischblättern der TK25 bis Mitte des 20. Jahrhunderts als Meseckendahl verzeichnet, ab der Ausgabe 1955 als Mesekendahl.
Die Gemeinde- und Gutbezirksstatistik der Provinz Westfalen führt Mesekendahl 1871 mit zwei Wohnhäusern und neun Einwohnern auf.  Das Gemeindelexikon für die Provinz Westfalen gibt 1885 für Mesekendahl eine Zahl von 16 Einwohnern an, die in zwei Wohnhäusern lebten. 1895 besitzt der Ort zwei Wohnhäuser mit 15 Einwohnern, 1905 werden zwei Wohnhäuser und 14 Einwohner angegeben.
1969 wurden die Gemeinden Hülscheid und Schalksmühle zur  amtsfreien Großgemeinde (Einheitsgemeinde) Schalksmühle im Kreis Altena zusammengeschlossen und Mesekendahl gehört seitdem politisch zu Schalksmühle, das 1975 auf Grund des Sauerland/Paderborn-Gesetzes Teil des neu geschaffenen Märkischen Kreises wurde.

## Wildgehege Mesekendahl
Das Wildgehege Mesekendahl wurde  am 6. Mai 1965 durch Fritz Trimpop mit einem Bestand vom drei Rothirschen eröffnet. Das Wildgehege entwickelte sich rasch zu einem beliebten regionalen Ausflugsziel. Heute sind im Wildgehege 15 Tierarten in ca. 120 Exemplaren zu besichtigen, darunter Schwarzwild, Rotwild, Damwild, Ziegen, Frettchen, Fasane, Meerschweinchen, Kaninchen, Esel, Ponys, Puma, Rotfuchs, Waschbären, Steppenrinder und Wisente.